# Persone di nome Silvestro
| Questa pagina contiene informazioni ricavate automaticamente dalle voci biografiche con l'ausilio del template Bio e di un bot. L'aggiornamento è periodico e automatico e ricostruisce completamente la pagina. Se manca una persona in questa lista, sei pregato di non aggiungerla, ma accertati piuttosto che la sua voce biografica contenga il template Bio e che i dati anagrafici siano correttamente compilati. Se il template Bio manca, inseriscilo tu stesso o, in alternativa, metti l'avviso {{tmp\|Bio}} che ne segnala la mancanza. Se i dati riportati sono sbagliati, correggi direttamente la voce biografica; le modifiche saranno visibili in questa lista entro pochi giorni. Per chiarimenti vedi il progetto antroponimi. La lista contiene solo le 60 persone che sono citate nell'enciclopedia e per le quali è stato implementato correttamente il template Bio. Pagina aggiornata al 22 lug 2025. |

Questa è una lista di persone presenti nell'enciclopedia che hanno il nome Silvestro, suddivise per attività principale.

## Abati(3)
- Silvestro Guzzolini, abate e santo italiano (Osimo - Fabriano, † 1267)
- Amanzio Moroncelli, abate e cartografo italiano (Fabriano, n. 1652 - Fabriano, † 1719)
- Silvestro di Troina, abate e santo italiano (Troina - Troina, † 1164)

## Ammiragli(1)
- Silvestro Dandolo, ammiraglio italiano (Venezia, n. 1766 - Venezia, † 1847)

## Architetti(1)
- Silvestro dell'Aquila, architetto e scultore italiano (Sulmona - L'Aquila, † 1504)

## Arcivescovi cattolici(1)
- Silvestro Miccù, arcivescovo cattolico italiano (Napoli, n. 1746 - Amalfi, † 1830)

## Arcivescovi ortodossi(1)
- Silvestro di Alessandria, arcivescovo ortodosso greco (Creta - † 1590)

## Avvocati(2)
- Silvestro Aldobrandini, avvocato, giurista e politico italiano (Firenze, n. 1499 - Roma, † 1559)
- Silvestro Valenti, avvocato e storico italiano (Monclassico, n. 1865 - Verona, † 1916)

## Calciatori(2)
- Silvestro Baldacci, ex calciatore italiano (Pescara, n. 1958)
- Silvio Proto, ex calciatore belga (Charleroi, n. 1983)

## Cardinali(2)
- Silvestro Aldobrandini, cardinale italiano (Roma, n. 1587 - Roma, † 1612)
- Silvestro Belli, cardinale e vescovo cattolico italiano (Anagni, n. 1781 - Jesi, † 1844)

## Ciclisti su strada(1)
- Silvestro Milani, ex ciclista su strada e pistard italiano (Treviolo, n. 1958)

## Compositori(1)
- Silvestro Palma, compositore italiano (Barano d'Ischia, n. 1754 - Napoli, † 1834)

## Costituzionalisti(1)
- Silvestro Graziano, costituzionalista e politico italiano (Troina, n. 1885 - Roma, † 1946)

## Diplomatici(1)
- Silvestro Siropulo, diplomatico, funzionario e scrittore bizantino (n. 1400 - † 1464)

## Dogi(1)
- Silvestro Invrea, doge (Genova, n. 1530 - Genova, † 1607)

## Filosofi(1)
- Silvestro Marcucci, filosofo italiano (Massarosa, n. 1931 - † 2005)

## Fisici(1)
- Silvestro Gherardi, fisico e storico della scienza italiano (Lugo, n. 1802 - Firenze, † 1879)

## Fisiologi(1)
- Silvestro Baglioni, fisiologo e politico italiano (Belmonte Piceno, n. 1876 - Roma, † 1957)

## Francescani(1)
- Silvestro da Siena, francescano italiano (Radicondoli - † 1450)

## Gesuiti(2)
- Silvestro Landino, gesuita italiano (Malgrate Lunigiana, n. 1503 - Bastia, † 1554)
- Silvestro Mauro, gesuita, teologo e filosofo italiano (Spoleto, n. 1619 - Roma, † 1687)

## Giornalisti(1)
- Silvestro Prestifilippo, giornalista, scrittore e regista italiano (Caronia, n. 1921 - Messina, † 1975)

## Militari(1)
- Silvestro Curotti, militare e partigiano italiano (Domodossola, n. 1920 - Oira, † 1944)

## Miniatori(1)
- Silvestro dei Gherarducci, miniatore e pittore italiano (n. 1339 - Firenze, † 1399)

## Musicisti(1)
- Silvestro Ganassi, musicista italiano (n. 1492)

## Navigatori(1)
- Silvestro Palmerini, marinaio e patriota italiano (Viareggio, n. 1800 - Viareggio, † 1900)

## Nobili(1)
- Silvestro di Marsico, nobile normanno

## Papi(3)
- Papa Silvestro I, papa, vescovo e santo romano (Roma, † 335)
- Papa Silvestro II, papa, arcivescovo e abate francese (Alvernia - Roma, † 1003)
- Papa Silvestro III, papa e vescovo italiano (Roma)

## Parolieri(1)
- Da Rovere, paroliere e editore italiano (Rovere, n. 1903 - Firenze, † 1987)

## Patrioti(2)
- Silvestro La Farina, patriota e politico italiano (Messina, n. 1811 - Torino, † 1877)
- Silvestro Petrini, patriota e imprenditore italiano (Chieti, n. 1812 - Chieti, † 1912)

## Pedagogisti(1)
- Silvestro Banchetti, pedagogo e storico della filosofia italiano (Alberoro, n. 1929 - Bologna, † 2014)

## Pittori(6)
- Silvestro Boito, pittore e miniaturista italiano (Polpet, n. 1802 - Montagnana, † 1856)
- Silvestro Buono, pittore italiano
- Silvestro Chiesa, pittore italiano (Genova, n. 1623 - Genova, † 1657)
- Silvestro Lega, pittore italiano (Modigliana, n. 1826 - Firenze, † 1895)
- Silvestro Manaigo, pittore, disegnatore e miniaturista italiano (Venezia - Venezia, † 1750)
- Silvestro Pistolesi, pittore italiano (Firenze, n. 1943 - Firenze, † 2022)

## Politici(6)
- Silvestro Centofanti, politico e letterato italiano (Calci, n. 1794 - Pisa, † 1880)
- Silvestro Ferrari, politico italiano (Vescovato, n. 1930 - Varazze, † 1986)
- Silvestro Ladu, politico italiano (Bitti, n. 1949)
- Silvestro Picardi, politico italiano (Messina, n. 1853 - Roma, † 1904)
- Silvestro Terzi, politico italiano (Verbania, n. 1951)
- Silvestro Valier, politico e diplomatico italiano (Venezia, n. 1630 - Venezia, † 1700)

## Poliziotti(1)
- Silvio Corrao, poliziotto italiano (Ciaculli, † 1963)

## Religiosi(2)
- Frate Silvestro, religioso italiano
- Silvestro di Kiev, religioso e scrittore (n. 1055 - † 1123)

## Sciatori alpini(1)
- Silvestro Franchini, ex sciatore alpino italiano (n. 1987)

## Scultori(1)
- Silvestro Jacobelli, scultore italiano (Cerreto, n. 1724)

## Teologi(1)
- Silvestro Mazzolini da Prierio, teologo italiano (Priero - Roma, † 1523)

## Vescovi(1)
- Silvestro di Chalon-sur-Saône, vescovo franco (Chalon-sur-Saône)

## Vescovi cattolici(3)
- Silvestro Daziari, vescovo cattolico e umanista italiano (Venezia - Roma, † 1487)
- Silvestro Marcantonio Morosini, vescovo cattolico italiano (Venezia - Treviso, † 1639)
- Silvestro Todaro, vescovo cattolico italiano (Messina, n. 1752 - Patti, † 1821)

## Senza attività specificata(1)
- Silvestro Calandra, italiano (Mantova - Mantova, † 1503)